# Экотопия
Экотопия — экологическая утопия, пропагандирующая создание экообщин, исчезновение иерархии в обществе, объединение городов и деревень в экополисы.
Считается, что экологическое общество предусматривает фундаментальный поворот всего развития человечества и отказ от пути, пройденного историей современной технологии и общества: специализации машин и труда, концентрации людей и ресурсов в гигантских индустриальных предприятиях и городах, однообразности жизни и бюрократического контроля за гражданами, разделения города и деревни и овеществления природы и людей.

## Экополисы
Экополис — город, созданный при помощи современных экотехнологий, наносящий минимальный ущерб окружающей среде, который, если угодно, скроен по человеческой мерке и — по знаменитому выражению Аристотеля — каждым может быть охвачен одним взглядом.

## Экообщины и экотехнологии
В концепции экообщин присутствует составной частью экотехнология. Экотехнология, развиваемая по принципу небольших размеров и многосторонней применимости (первые практические попытки и проекты уже имеются в реальности), по мнению её сторонников, будет дальнейшим развитием нашей сегодняшней технологии. Она будет использовать «неисчерпаемую энергию природы» (солнце и ветер, приливы и отливы, природную силу рек, и температур на планете), чтобы снабжать экообщину экологически чистыми материалами и вновь используемыми отходами. С помощью децентрализации населения удастся избежать необъятных проблем с отходами гигантских городов — проблем, которые сейчас решаются лишь тем, что отходы сжигают или в огромных количествах спускают в мировой океан.
Конечной целью такого пути развития объявляется устранение антагонистического разрыва полов и возрастных групп, города и деревни, управления и общества, тела и духа с переплавлением в гармоничное, человечное и экологическое целое. Из этого преодоления прошлого должно вырасти новое отношение между человеком и природой, в котором само общество, основываясь на принципах единства в многообразии, спонтанности и неиерархических связей, постигнет само себя как экосистему.
«Экотопия» — это крупнейший международный социальный и экологический лагерь в Европе, который проводится начиная с 1989 года в разных странах. Его организуют входящие в «EYFA network» местные экологические организации.